# 몽둥이
몽둥이는 다른 사람이나 물건을 타격하기 위한 방망이나 막대기를 말한다. 다른 말로는 회초리가 있으며, 사랑의 매라고도 부른다.
옛날에는 몽둥이를 사용해서 자식 혹은 학생들을 때리며 체벌을 줬지만, 현재는 아동 학대로 처벌받는다.

## 학교에서
예전에는 학교를 다니기 위해서, 학비를 내야했으며, 학비를 내지 않는 경우에도 몽둥이로 체벌을 가했었다. 이 외에도 수업시간에 딴짓을 하면, 몽둥이에 맞았었었다.
딴짓의 경우 딴짓한 학생만을 때리지 않고, 같은 반의 모든 학생을 때리기도 했었다.

## 가정에서
부모가 시키는 일을 하지 않거나, 시험을 망치는 경우 가정에서 자식을 몽둥이로 때리면서, 체벌하기도 했었다. 현재는 아동보호법으로 금지되어 있다.
학대로 지정되어 있어서 아동과 분리되며, 처벌을 받는다.

## 같이 보기
- 아동 학대
- 폭력
- 가정폭력